# Max Braun
Max Braun (ur. 12 marca 1883, zm. 7 maja 1967 w Miami) – amerykański przeciągacz liny, srebrny medalista igrzysk olimpijskich.
Był zawodnikiem klubu Southwest Turnverein z Saint Louis, który podczas igrzysk olimpijskich 1904 wystawił dwie pięcioosobowe drużyny w przeciąganiu liny. Braun jako reprezentant zespołu pierwszego zdobył srebrny medal po zwycięstwie w finałowym pojedynku z drugim zespołem klubu z Saint Louis.